# 絵の中のぼくの村
『絵の中のぼくの村』（えのなかのぼくのむら）は、1992年に発売された田島征三の自伝的エッセイ集。また、それを原作とした映画作品。映画『絵の中のぼくの村』は1996年、第46回ベルリン国際映画祭で銀熊賞（Silver Bear for an outstanding single achievement）を受賞。

## 概要
双子の絵本作家、田島征彦と田島征三の高知での少年時代を描いた自伝的作品。映画では本人たちも大人になった姿で本人役として出演。映画では原作にはない三人の老婆や伝説の妖怪を登場させている。自身母親となり、40歳を目前にしていた原田美枝子の久々のヌードも話題となった。

## 登場人物
田島征彦
田島征三
田島瑞枝
田島健三
田島育子

## 映画版

### スタッフ
- 製作者：山上徹二郎、庄幸司郎
- 監督：東陽一
- 脚本：東陽一、中島丈博
- 音楽：カテリーナ古楽合奏団
- 撮影：清水良雄
- 美術：内藤昭
- 装飾：安田彰一
- 照明：武山弘道
- 録音：弦巻裕
- 助監督：井坂聡
- プロデューサー：藤沢克則、萩原吉弘
- 製作・配給：シグロ

### キャスト
- 田島征彦（子供時代）：松山翔吾
- 田島征三（子供時代）：松山慶吾
- 田島瑞枝：原田美枝子
- 田島健三：長塚京三
- 田島育子：真々田瑞季
- センジ：田宮賢太朗
- ハツミ：山内美佳
- タシマのジンマ：小松方正
- トシエ：岩崎加根子
- イワタ校長：上田耕一
- ウシバンバ：杉山とく子
- 区長：中島丈博
- 老婆1：筒井二三四
- 老婆2：小川港
- 老婆3：北川留壽
- 田島征三：田島征三（本人役）
- 田島征彦：田島征彦（本人役）
- 田島英子：田島英子（本人役）
- その他：吾北村（現：いの町）のエキストラ約100人

### 受賞
- 第46回ベルリン国際映画祭（ドイツ）銀熊賞
- 第23回ゲント・フランダース国際映画祭（ベルギー）グランプリ
- 第16回アミアン国際映画祭（フランス）グランプリ
- 第16回イスタンブール国際映画祭（トルコ）審査員特別賞
- 第47回芸術選奨 文部大臣賞
- 第20回山路ふみ子映画賞
- 96年度日本カトリック映画賞
- 第51回毎日映画コンクール 日本映画優秀賞
- 第6回日本映画批評家大賞
  - 作品賞
  - 女優賞（原田美枝子）
- 第10回山路ふみ子賞 主演女優賞（原田美枝子）
- 第21回報知映画賞 主演女優賞（原田美枝子）
- 第70回キネマ旬報ベスト・テン
  - 日本映画ベスト・テン第5位
  - 読者選出日本映画ベスト・テン第9位
  - 主演女優賞（原田美枝子）